# 1162 dans les croisades
Cette page regroupe les évènements concernant les Croisades qui sont survenus en 1162 :
- 10 janvier : mort de Baudouin III, roi de Jérusalem, à Beyrouth. Son frère Amaury Ier lui succède[1].
- 18 février : Après avoir répudié Agnès de Courtenay, Amaury Ier est couronné roi de Jérusalem[2].
- Thoros II, prince de l'Arménie Cilicienne, prend Vahka et Anazarbe aux Byzantins[1].